# Salvia melissodora
Salvia melissodora là một loài thực vật có hoa trong họ Hoa môi. Loài này được Lag. miêu tả khoa học đầu tiên năm 1816.

## Hình ảnh

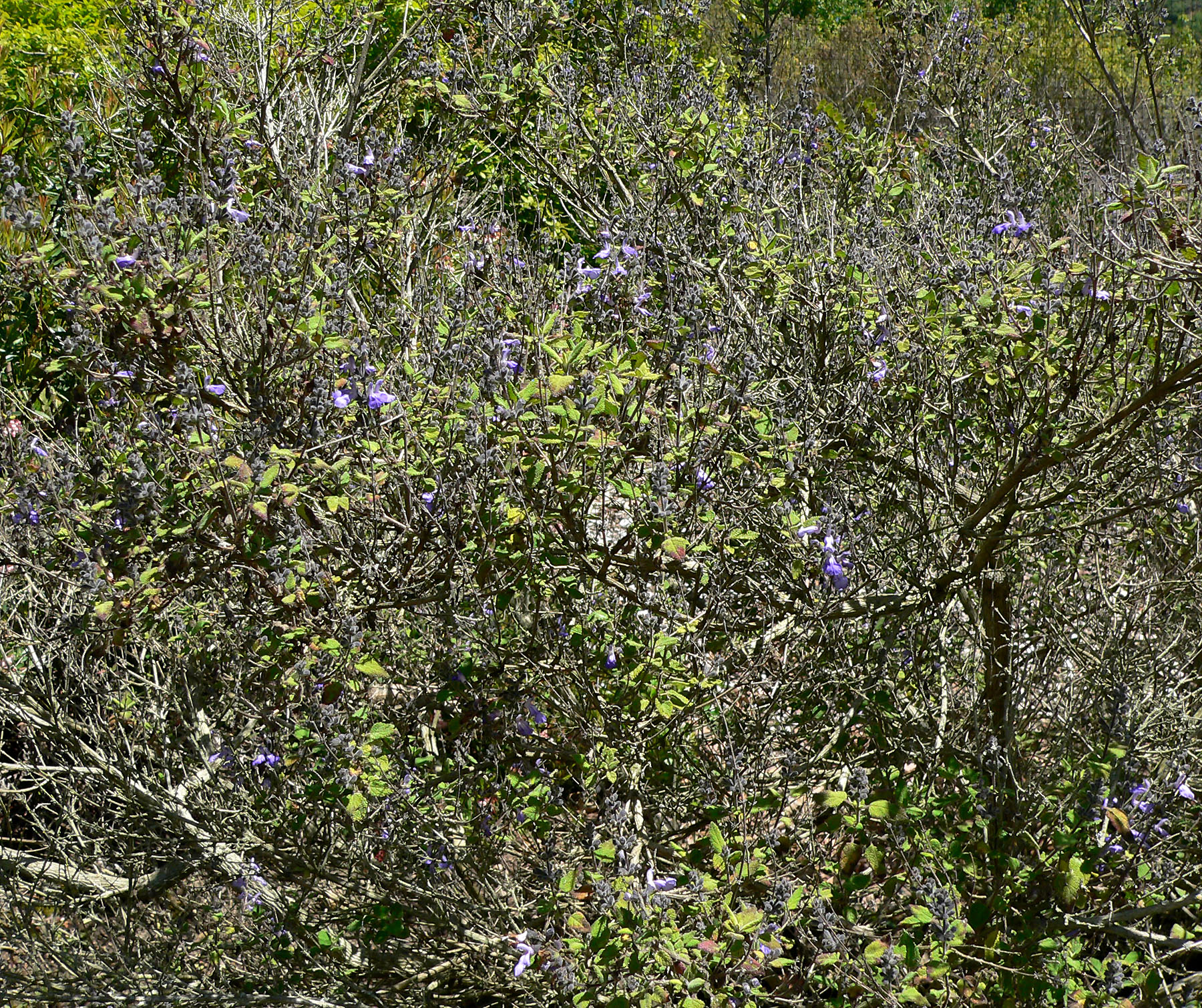
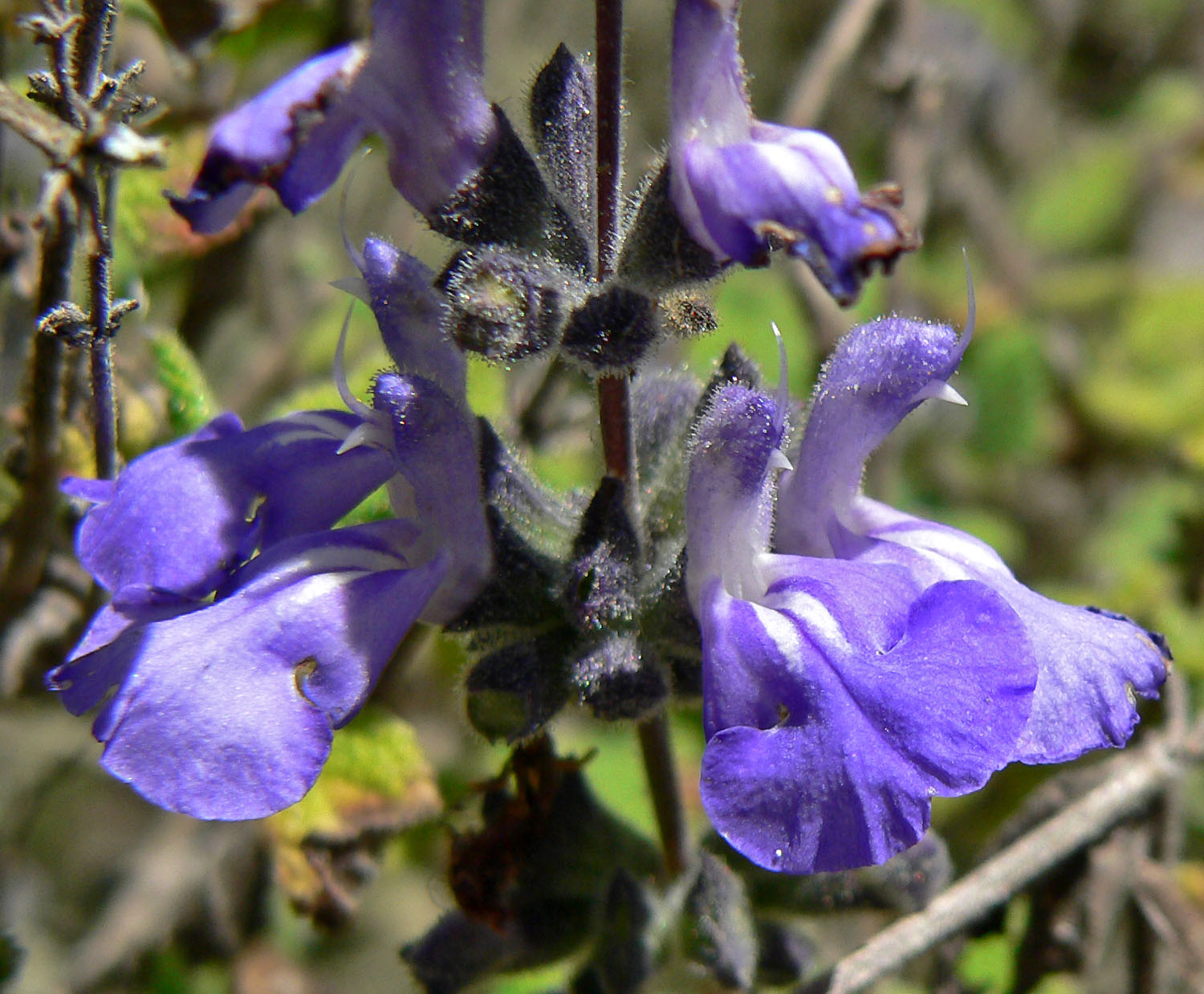
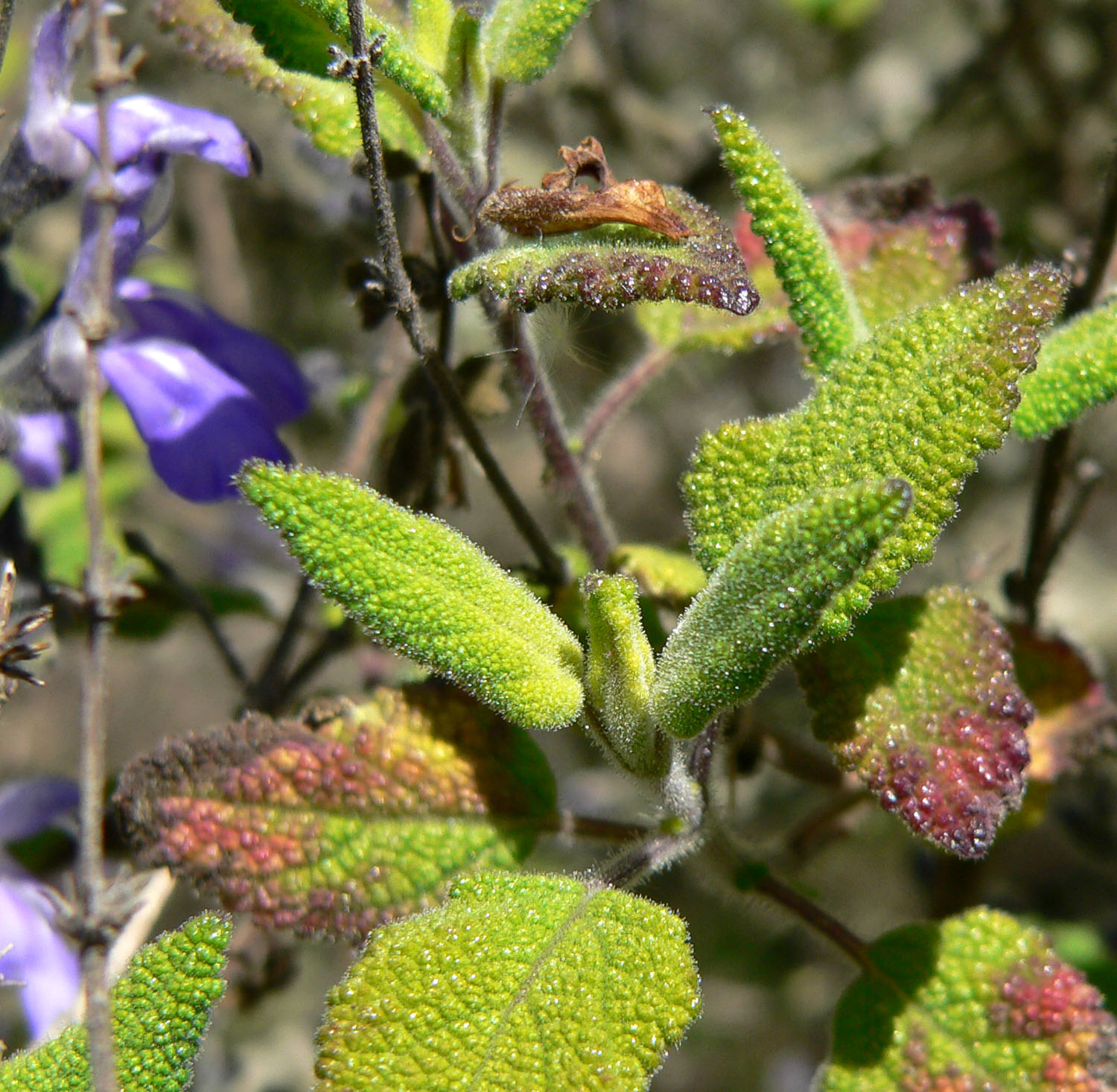